# Monastère Agios Nikolaos
Le monastère Agios Nikolaos Anapausas (en grec moderne : Μονή Αγίου Νικολάου Αναπαυσά, Saint Nicolas) est un monastère chrétien orthodoxe ou catholicon, qui fait partie des monastères des Météores, situés en Grèce, dans la vallée du Pénée en Thessalie.
Le couvent a été décoré par Théophane, célèbre peintre crétois du XVe siècle.